# Елизабет фон Насау (1488–1559)
Вижте пояснителната страница за други личности с името Елизабет фон Насау.
Елизабет фон Насау-Диленбург (на немски: Elisabeth von Nassau-Dillenburg; * 1 декември 1488; † 3 юни 1559, Диленбург) е графиня от Насау и чрез женитба графиня на Графство Вид.

## Произход
Тя е дъщеря на граф Йохан V фон Насау (1455 – 1516) и съпругата му Елизабет фон Хесен-Марбург (1466 – 1523), дъщеря на ландграф Хайнрих III Хесен (1440 – 1483) и съпругата му Анна от Катценелнбоген (1443 – 1494), дъщеря на граф Филип I. Сестра е на Хайнрих III фон Насау-Бреда (1483 – 1538), Вилхелм Богатия (1487 – 1559, баща на Вилхелм Орански) и на Мария (1491 – 1547), омъжена 1506 г. за граф Йобст I фон Шаумбург (1483 – 1531).

## Фамилия
Елизабет се омъжва на 1 февруари 1506 г. за граф Йохан III фон Вид (* ок. 1485; † 28 май 1533). Те имат десет деца: 
- Филип (1505 – 1535)
- Йохан IV (ок. 1505 – 1581), женен на 13 април 1543 г. за графиня Катарина фон Ханау-Мюнценберг (1525 – 1588/1593), дъщеря на граф Филип II фон Ханау-Мюнценберг и Юлиана фон Щолберг
- Фридрих IV (* 1505; † 23 декември 1568), архиепископ на Кьолн (1562 – 1567)
- Магдалена († 23 май 1572), абатеса на Елтен
- Маргарета (* ок. 1505; † 5 август 1571), омъжена I. на 29 септември 1523 г. за граф Бернхард фон Бентхайм (1490 – 1528); II. на 19 февруари 1534 г. за граф Арнолд I фон Мандершайд-Бланкенхайм (1500 – 1548)
- Валпурга Йохана (* ок. 1505; † 3 октомври 1578), омъжена на 22 януари 1528 г. за граф Лудвиг фон Щолберг (1505 – 1574)
- Агнес (ок. 1505; † 3 април 1588), омъжена I. ок. 1540 г. за граф Каспар фон Мансфелд-Хинтерорт (1510 – 1542); II. 1545 г. за граф Фридрих Магнус I фон Золмс-Лаубах (1521 – 1561)
- Мария (* ок. 1505; † 15 март 1563), омъжена на 22 юни 1554 г. за граф Кристоф III Шенк фон Лимпург (1531 – 1574)
- Елизабет (* 1508: † 24 юли 1542), омъжена 1522 г. за граф Антон I фон Изенбург-Бюдинген-Ронебург (1526 – 1560)
- Геновефа († 26 юни 1556), омъжена на 28 февруари 1546 г. за граф Волфганг цу Щолберг (1501 – 1552)